# 小行星25551
小行星25551（25551 Drewhall）是一颗绕太阳运转的小行星，为主小行星带小行星。该小行星于1999年12月发现。

## 轨道参数
小行星25551的轨道半长轴为356 378 362 km（2.3822083 UA），离心率为0.051。